# Rabak
Rabak (arab. ربك) – miasto w południowo-wschodnim Sudanie; stolica prowincji Nil Biały; 152 700 mieszkańców (2006). 